# نقطة الرعاية السريرية

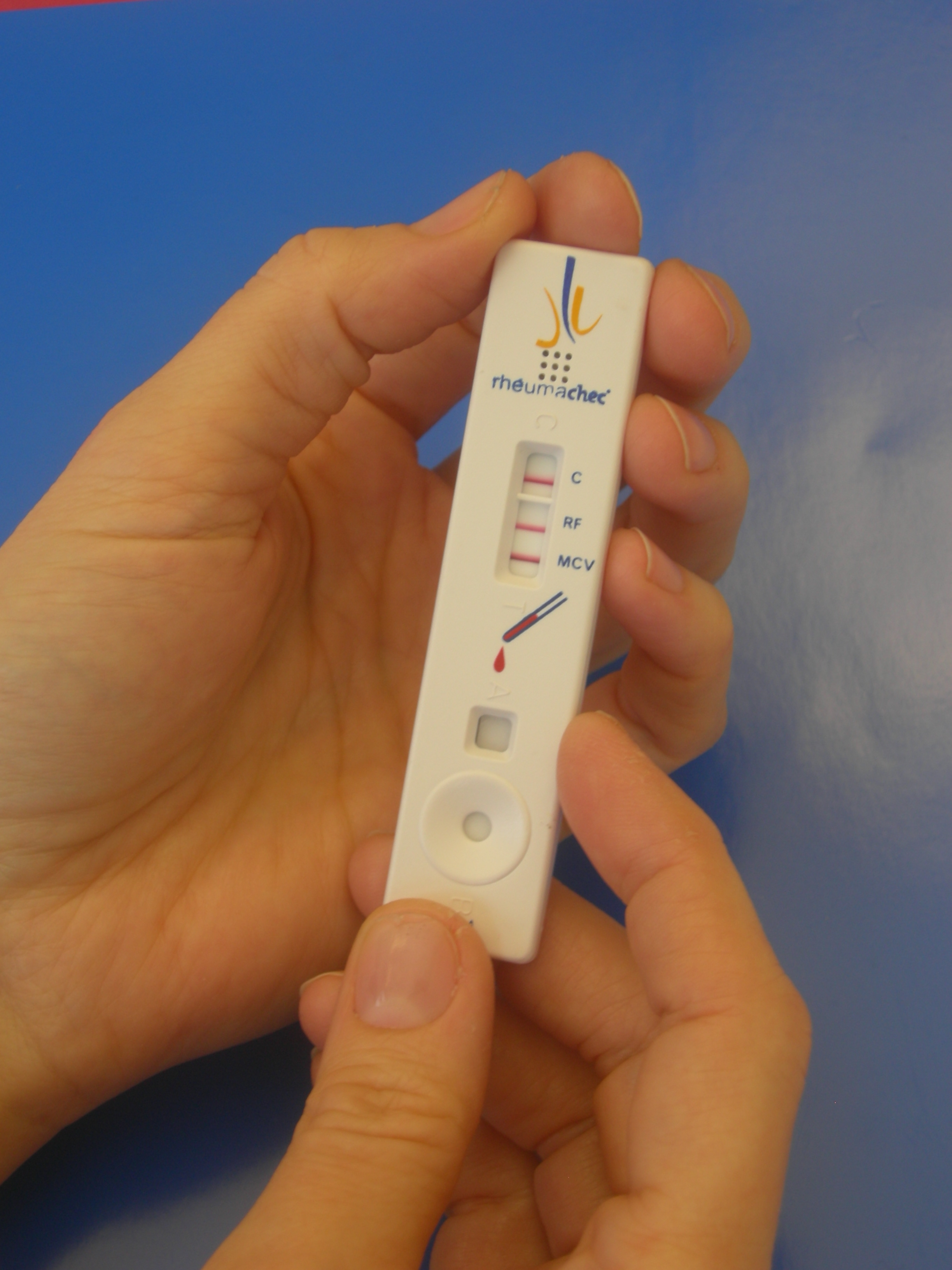

نقطة الرعاية السريرية هي ما يقوم به الأطباء المعالجون عند توصيل منتجات الرعاية الصحية وخدماتها إلى المرضى في وقت الرعاية.

## التوثيق السريري
يمكن إجراء التوثيق الذي يتم في وقت الرعاية السريرية بشكل ورقي أو باستخدام طرق إلكترونية أخرى. وتهدف هذه العملية إلى الحصول على المعلومات الطبية المتعلقة باحتياجات الرعاية الصحية للمرضى. هذا، ويعد ملف الرعاية الصحية للمريض وثيقة قانونية تحتوي على تفاصيل خاصة برعاية المريض وتقدمه في العلاج. وتتضمن أنواع المعلومات التي يتم الحصول عليها أثناء توثيق نقطة الرعاية السريرية الإجراءات التي يتخذها الطاقم الطبي من أطباء وممرضين، وكذلك احتياجات الرعاية الصحية الخاصة بالمرضى والأهداف والتشخيص ونوعية الرعاية التي تلقوها من مقدمي الرعاية الصحية.
تقدم هذه الوثائق أدلة دامغة تتعلق بالرعاية الآمنة والفعالة والأخلاقية، كما أنها تدل على مسئولية مؤسسات الرعاية الصحية وكذلك أخصائيي الرعاية الصحية تجاه المرضى. وعلاوة على ذلك، تقدم الوثائق الدقيقة أساسًا راسخًا لإجراء تحليل مناسب عن مدى جودة الرعاية الصحية؛ الأمر الذي يساعد على تقديم نتائج صحية أفضل للمرضى. بالتالي، وبغض النظر عن الطريقة المستخدمة في تسجيل معلومات نقطة الرعاية السريرية، فإن هذه الوثائق ضرورية من أجل تقديم رعاية صحية آمنة. كذلك، يجدر الإشارة إلى أن الوسائل الإلكترونية المستخدمة في توثيق نقطة الرعاية السريرية لا يُقصد منها أن تكون بديلاً عن العمليات السريرية القائمة، ولكنها تسعى إلى تعزيز عملية التوثيق الحالية لنقطة الرعاية السريرية.

## التوثيق الإلكتروني في نقطة الرعاية السريرية
هناك العديد من الوسائل الإلكترونية لتوثيق زيارات نقطة الرعاية السريرية. وفيما يلي ثلاثة حلول تكنولوجية ستتم مناقشتها فيما بعد، وهي: السجل الصحي الإلكتروني (EMR)، والإدخال الرقمي لتوجيهات الطبيب المعالج (CPOE)، والسجلات الصحية الإلكترونية عن طريق الهاتف المحمول (mEHR).

### السجل الصحي الإلكتروني (EMR)
يحتوي أي سجل صحي إلكتروني (EMR) على التاريخ الطبي القديم والحالي للمريض. وتشتمل المعلومات الواردة في هذا الملف على التاريخ الطبي للمريض، وحساسيته لأدوية معينة، وحالات التطعيم، وصور الفحوص المعملية والتشخيصية، ومؤشراته الحيوية، والمعلومات الاجتماعية الأخرى الخاصة بالمريض. ويتيح هذا النوع من التوثيق الإلكتروني لمقدمي الرعاية الصحية إمكانية استخدام أدوات تدعمهم في اتخاذ قرارات بشأن المريض استنادًا إلى الأدلة، كما يمكنهم مشاركة الوثيقة عبر الإنترنت. علاوة على ذلك، يتم الاستعانة بنوعين من البرامج في السجل الصحي الإلكتروني وهما: برنامج إدارة الممارسات (practice management) وبرنامج السجل الصحي الإلكتروني (EMR clinical software). وبذلك، يمكن تسجيل كل من البيانات الإدارية والسريرية في السجل الصحي الإلكتروني.

### الإدخالات الرقمية لتوجيهات الطبيب المعالج (CPOE)
يسمح الإدخال الرقمي لتوجيهات الطبيب المعالج لممارسي مهنة الطب بإدخال التوجيهات الطبية وخُطط علاج المرضى في نقطة الرعاية السريرية. كما أن نظام الإدخال الرقمي لتوجيهات الطبيب المعالج يتيح لممارسي الرعاية الصحية إمكانية استخدام أدوات داعمة للقرار من أجل الكشف عن الأخطاء في وصفات الدواء والابتعاد عن أنظمة العلاج غير المعترف بها والتي قد تتسبب في حدوث أضرار فادحة. وعلاوةً على ذلك، قد يتم اختيار الحلول الحسابية المضمنة للأشخاص حسب العمر والوزن للحصول على دعمٍ أكثر للتفاعل مع نقطة الرعاية السريرية. وبشكلٍ عام، تعمل هذه الأنظمة على التقليل من احتمالية وقوع الأخطاء التي تحدث نتيجة سوء خط الكتابة على الورق والأخطاء الكتابية.

### السجلات الصحية الإلكترونية عن طريق الهاتف المحمول (mEHR)
تضمن الأجهزة واللوحات الإلكترونية المحمولة سهولة الوصول إلى السجل الصحي الإلكتروني أثناء عملية توثيق نقطة الرعاية السريرية. كما أن التقدم التكنولوجي لأجهزة المحمول مثل الهواتف التي تعمل بنظام أندرويد، وأجهزة آي فون، وأجهزة بلاك بيري واللوحات الإلكترونية المزودة بالشاشات التي تعمل باللمس يعمل على تسهيل استخدام الأطباء لهذه السجلات الإلكترونية وعلاوةً على ذلك، تدعم تطبيقات السجلات الصحية الإلكترونية عن طريق الهاتف المحمول احتياجات تسيير العمل؛ فبفضلها يتمكن الأطباء من تسجيل معلومات المريض بجانب سريره.

## الدول

### كندا
تطبيقات نقاط الرعاية السريرية في أونتاريو بكندا
لا يزال استخدام الوسائل الإلكترونية في عملية توثيق نقط الرعاية السريرية غير منتشرٍ بشكلٍ ملحوظ في أونتاريو. لذلك، يقوم القادة الإقليميون مثل وكالة eHealth بأونتاريو وشركة Ontario MD بتقديم المساعدة المالية والفنية من أجل دعم التوثيق الإلكتروني لنقطة الرعاية السريرية عن طريق استخدام السجل الصحي الإلكتروني. وعلاوةً على ذلك، يمتلك حاليًا أكثر من ستة ملايين من سكان أونتاريو سجلات صحية إلكترونية، ولكن هذا الرقم قابل للزيادة إلى 10 ملايين مواطن بحلول عام 2012. وأخيرًا، تجدر الإشارة إلى الجهود المبذولة بشكلٍ مستمر لتسجيل بيانات المريض بالوسائل الإلكترونية من أجل تحسين جودة الخدمات المقدمة في نقطة الرعاية السريرية 